# Saint-Ferréol (Górna Sabaudia)
Saint-Ferréol – miejscowość i gmina we Francji, w regionie Owernia-Rodan-Alpy, w departamencie Górna Sabaudia. Nazwa miejscowości pochodzi od imienia św. Fereola.
Według danych na rok 1990 gminę zamieszkiwało 758 osób, a gęstość zaludnienia wynosiła 45 osób/km² (wśród 2880 gmin regionu Rodan-Alpy Saint-Ferréol plasuje się na 938. miejscu pod względem liczby ludności, natomiast pod względem powierzchni na miejscu 660.).